# 北川航也
北川航也（1996年7月26日—），日本足球運動員，現效力日乙球會清水心跳，日本國家足球隊成員。

## 俱樂部生涯
清水心跳育成组织出身的北川航也2015年升入一队。自2014年从日职清水心跳出道以来，代表球队出场140次的北川航也攻入39球贡献20助攻，逐步成长为过去几年联赛中的最佳本土中锋。
2018年赛季，北川航也作为球队的主力射手，代表清水心跳出战了32场日职联赛，打进了13粒进球并送出了8次助攻，当选2018年10月的联赛MVP。
奥超球队维也纳迅速官方宣布，效力于清水心跳的日本前锋北川航也加盟，他将身披32号球衣，双方签约至2023年。
奥地利杯第二轮，维也纳快速1-2不敌萨尔茨堡红牛，北川航也在第56分钟打入加盟后首球，为球队扳平了比分，但南野拓实在加时赛第120分钟完成了绝杀。
奥超联赛维也纳快速的北川航也在主场迎战沃尔夫斯贝格的比赛中，上半场第36分钟率先破门得分。这是他从清水心跳转会后，在联赛踢进的首个进球。北川航也在第63分钟被换下场，最终球队2-1取得胜利。
欧联小组赛第5轮，维也纳快速1:4不敌阿森纳。北川航也首发出场，第66分钟被换下场。第47分钟北川航也接队友传球扳回一球，可惜球队大比分负于对手。这是北川航也欧战生涯首球。
日职球队清水心跳官方宣布，前锋北川航也正式从维也纳迅速加盟清水心跳。

## 國家隊生涯
第26届格林纳钦杯决赛，日本3-0大胜东道国俄罗斯夺冠。下半场杉本太郎首开纪录，北川航也梅开二度。
在10月份国际比赛日期间，清水心跳前锋北川航也顶替受伤的小林悠入选国家队，并在与巴拿马比赛中出场完成国家队首秀。
在2019年亚洲杯上，北川航也作为中锋出战5场，帮助日本队获得亚洲杯亚军。

## 外部連結
- 日本職業足球聯賽中的北川航也 （日語）
- 北川航也的X（前Twitter）
- 北川航也的Instagram帳戶